# Dommartin-sur-Vraine
Dommartin-sur-Vraine is een gemeente in het Franse departement Vosges (regio Grand Est) en telt 309 inwoners (2004). De plaats maakt deel uit van het arrondissement Neufchâteau.

## Geografie
De oppervlakte van Dommartin-sur-Vraine bedraagt 7,1 km², de bevolkingsdichtheid is 43,5 inwoners per km².
De onderstaande kaart toont de ligging van Dommartin-sur-Vraine met de belangrijkste infrastructuur en aangrenzende gemeenten.

## Demografie
Onderstaande figuur toont het verloop van het inwonertal (bron: INSEE-tellingen).